# Shawnacy Barber
Shawnacy Campbell Barber (27. května 1994 – 17. ledna 2024) byl kanadský atlet, jehož specializací byl skok o tyči. V roce 2015 se stal v Pekingu mistrem světa.

## Sportovní kariéra
Prvním úspěchem pro něj byla bronzová medaile ve skoku o tyči na juniorském mistrovství světa v roce 2012. Na světovém šampionátu v Moskvě o rok později skončil v kvalifikaci výkonem 540 centimetrů. Zatím největším úspěchem se pro něj stal titul mistra světa v Pekingu v roce 2015, kde zvítězil výkonem 590 centimetrů.  V červenci 2016 měl na kanadském šampionátu pozitivní dopingový test na kokain. Den před mistrovstvím měl strávit noc se ženou, která krátce před tím kokain užila a ten se tak do jeho těla měl dostat během líbání. Etická komise požadovala čtyřletý distanc, národní arbitráž ho však očistila. Přišel tak pouze o národní titul a mohl startovat na hrách v Riu. Zde obsadil desáté místo.
V dubnu 2017 se veřejně přihlásil ke své homosexuální orientaci.
V létě 2017 startoval na světovém šampionátu v Londýně, v soutěži tyčkařů skončil osmý výkonem 565 cm.

## Osobní rekordy
- hala – 600 cm (2016)
- venku – 593 cm (2015)